# Cell Mates
Cell Mates fue lanzado en febrero de 1996, y fue el segundo álbum lanzado por la banda Bowling for Soup con su propia discográfica Queso Records. Hubo una unión con la compañía de artistas The V.I.M.s.. Aunque "Cell Mates" fue mal recibido por los fanes de Bowling for Soup, con este álbum comienza una etapa de éxitos, como "Rock on Honorable Ones!!", lanzado al año siguiente.

## Lista de canciones
Las canciones 1, 2, 3, 4, 8 y 9 son de The V.I.M.s. y la 5, 6, 7, 10 y 11 son de Bowling for Soup.
1. "King Bong" - 1:54
2. "I Hate McDonald's" - 2:02
3. "I Don't Know" - 2:19
4. "Navy Sex Offender" - 2:40
5. "Cody" (Reddick, Burney, Chandler, Garica) - 4:01
6. "Kool-Aid" (Reddick) - 3:12
7. "Assman" (Reddick) - 3:19
8. "Just A Girl" - 2:25
9. "Nathanial" - 2:30
10. "Suspicious Minds" - 2:20
11. "Wisk" (Reddick) - 3:05